# Nyby, Enköpings kommun
Nyby är en by i Kulla socken i Enköpings kommun. Från 2015 avgränsar SCB här en småort.